# Мошенское сельское поселение (Новгородская область)
Мошенское сельское поселение — муниципальное образование в составе Мошенского района Новгородской области.
Административный центр сельского поселения — село Мошенское.

## Географическое положение
- Общая площадь:
- Нахождение: западная часть Мошенского района.
- Граничит:
  - с запада — с Кировским сельским поселением
  - с востока — с Калининским сельским поселением

## История
Статус и границы сельского поселения установлены Законом Новгородской области от 11 ноября 2005 года № 559-ОЗ «Об административно-территориальном устройстве Новгородской области».

## Население
| 2010  | 2012  | 2013  | 2014  | 2015  | 2016  | 2017  |
| ----- | ----- | ----- | ----- | ----- | ----- | ----- |
| 2505  | ↘2390 | ↘2326 | ↘2293 | ↘2259 | ↘2229 | ↘2193 |
| 2018  | 2019  | 2020  | 2021  |       |       |       |
| ↘2178 | ↘2119 | ↘2065 | ↗2247 |       |       |       |

## Состав сельского поселения
| № | Населённый пункт | Тип населённого пункта       | Население |
| - | ---------------- | ---------------------------- | --------- |
| 1 | Мошенское        | село, административный центр | ↘2065     |